# ГЕС Lower Stung Russei Chrum (Верхня)
ГЕС Lower Stung Russei Chrum (Верхня) — гідроелектростанція на південному заході Камбоджі. Знаходячись перед ГЕС Lower Stung Russei Chrum (Нижня), становить верхній ступінь каскаду на річці Stung Russei Chrum, яка дренує південний схил гір Krâvanh та впадає до Сіамської затоки за десяток кілометрів від кордону з Таїландом. Згодом вище за течією планується звести інші станції каскаду.
У межах проекту річку перекрили кам'яно-накидною греблею із бетонним облицюванням висотою 124 метри, яка утворила водосховище з площею поверхні 12,9 км2. Від нього через лівобережний масив прокладено дериваційний тунель довжиною 3,2 км, який сполучений із запобіжним балансувальним резервуаром та напірним водоводом, котрий безпосередньо подає ресурс до облаштованого на березі річки наземного машинного залу.
Основне обладнання станції становлять дві турбіни типу Френсіс потужністю по 103 МВт, які при напорі у 132 метри забезпечують виробництво 733 млн кВт-год електроенергії на рік.
Видача продукції відбувається по ЛЕП, розрахованій на роботу під напругою 230 кВ.